# Jeff Bezos
Jeffrey Preston Bezos (Albuquerque, Nuevo México, 12 de enero de 1964) es un empresario, ingeniero  y magnate estadounidense, fundador, presidente ejecutivo y exdirector ejecutivo de la empresa de venta en línea Amazon de la cual posee el 7 %.Hijo de Jacklyn Gise y Ted Jorgensen, fue adoptado por Miguel "Mike" Bezos cuando su madre se volvió a casar.
En 2015 fue el quinto hombre más rico del mundo, y en 2017 alcanzó el primer puesto de la lista Forbes. Desde mediados de 2018 hasta fines de 2019, se mantuvo como la segunda persona más rica del mundo, siendo la primera persona en superar los 100 000 millones de dólares en la lista Forbes de los multimillonarios del mundo. En 2019, su fortuna se aproximó a la cifra de los 108 000 millones, siendo así el empresario milmillonario que más había incrementado su fortuna. El 2 de febrero de 2021, Bezos anunció que dejaría el cargo como director ejecutivo de Amazon, para ser reemplazado por Andy Jassy, el jefe de la división de computación en la nube de Amazon, y Bezos fue nombrado presidente ejecutivo, desde entonces Bezos dejó de ser la persona más rica del mundo, pues fue superado por el francés Bernard Arnault, aunque actualmente es Elon Musk quien se lleva la palma. En julio de 2021 Jeff Bezos viajó al espacio junto a su hermano a bordo de su propio vehículo, el Blue Origin New Shepard, en el vuelo suborbital NS-16.

## Biografía
Su madre, Jacklyn Gise, tenía diecisiete años cuando dio a luz en su propia casa. De su padre biológico de ascendencia danesa, Theodore Jørgensen, no se sabe nada. El padrastro de Jeffrey y de quien tomó su apellido, Miguel Bezos, nació en Cuba, de padres españoles, oriundos de la provincia de Valladolid. Cuando Jacklyn se casó con Miguel Bezos, poco tiempo después de nacer Jeffrey, Miguel Bezos adoptó a Jeffrey y éste recibió su apellido. La familia se trasladó a Houston, donde Jeffrey estudió en la escuela River Oaks Elementary del 4.º al 6.º grado. Posteriormente, su familia se mudó a Miami, donde estudió en la Miami Palmetto Senior High School. Su alma mater es la Universidad de Princeton. 

## Vida personal
A principios de enero de 2019, anunció su divorcio de MacKenzie Bezos, con la que había estado casado desde 1992. La pareja tiene cuatro hijos, una de ellos adoptada de China.
A finales de 2021, comenzó su relación con la periodista norteamericana Lauren Sánchez, en mayo de 2023 se comprometieron en matrimonio y el 27 de junio de 2025, se casaron en la ciudad de Venecia, Italia; cuya celebración estuvo plagado de mucha controversia, dado que inquietaba a sus ciudadanos y estuvieron arropados de muchas celebridades como Leonardo DiCaprio, Kim Kardashian, Oprah Winfrey, Ivanka Trump, Rania de Jordania, Orlando Bloom, Bill Gates y Karlie Kloss, entre otros.

## Carrera
Estudió Ciencias de la computación e Ingeniería eléctrica en la Universidad de Princeton, donde se graduó en 1986. Trabajó para una compañía de fibra óptica y luego en un fondo de inversión de Wall Street.
Jeff Bezos realizó diversos trabajos relacionados con su formación, pero no fue hasta 1994 cuando decidió abrirse camino de manera independiente fundando una librería en línea llamada Cadabra.com, abierta oficialmente el 16 de julio de 1995, con una inversión inicial de 1 300 000 dólares. Sus padres contribuyeron invirtiendo mucho dinero en la empresa de su hijo.
Desde el principio, Jeff Bezos había logrado tener una visión de en lo que se convertiría Internet en pocos años, apostando por la masificación de la red, la cual muy pronto tendría presencia en todos los mercados. Por ello, le pareció una idea brillante poder ofrecer un catálogo de libros en línea en el que estuvieran compiladas las diferentes publicaciones de las editoras, y a través del cual el público podría buscar los libros disponibles dentro de un stock, para finalmente pedirlos de manera directa a través de Internet.
Aquel primer proyecto tuvo su primera oficina en el garaje de una casa que habían alquilado Jeff y su esposa Mackenzie en la ciudad de Seattle. Allí instalaron los tres servidores con los que comenzaron a procesar la información del sitio.
Al poco tiempo, decidió rebautizar su empresa naciente con el nombre de Amazon. Algunos señalan que el cambio de identidad se debió pura y exclusivamente al río Amazonas, mientras que otros aseguran que fue una simple estrategia de posicionamiento, teniendo en cuenta que en aquella época se difundían las listas de páginas web ordenados alfabéticamente, motivo por el cual Amazon comenzó a aparecer en los primeros lugares de los buscadores.
Disponiendo de más de 200 000 títulos al comenzar, y siendo un servicio novedoso que permitía que los usuarios pudieran adquirir libros a través de un contacto vía correo electrónico, Amazon no tardó en convertirse en un verdadero éxito. En pocos meses la web logró alcanzar más de 2000 visitantes diarios, y al año siguiente logró multiplicar por 25 dicha cifra.
Con los años, Amazon se convirtió en una de las empresas en línea más importantes, desde aquel 16 de julio de 1995 en el que se registró la venta del primer libro, logrando ser conocida a nivel mundial en 1997.
Esto logró demostrar además que el sistema del comercio digital era viable, y que enfocado de manera correcta podía convertirse en un negocio incluso mejor que el del mercado convencional.
El crecimiento inesperado de la compañía hizo que Jeff Bezos decidiera apostar por otros ámbitos, por lo que amplió su negocio. En 1998 comenzó a ofrecer a la venta música y videos y para fines de año ya había incluido otros muchos bienes de consumo. De esta manera, no sólo pueden adquirirse libros a través de Amazon, sino también una infinidad de artículos, desde CD, DVD, juguetes, electrónica, ropa, comida y demás.
Coincidiendo con ello, Bezos esbozó cuál era el principal objetivo de su empresa, asegurando: "Nuestro objetivo es ser la compañía del mundo más centrada en el cliente. El lugar donde la gente pueda encontrar y descubrir cualquier cosa que quieran comprar en línea".
Fue precisamente su visión para hacer buenos negocios, lo que llevó a Jeff Bezos no sólo a revolucionar la manera en que durante años la gente había comprado libros, sino también la forma de leerlos. En el año 2007, la compañía Amazon puso a la venta un novedoso dispositivo electrónico denominado Kindle, la particularidad residía en haber sido especialmente diseñado para leer libros digitales. Pronto el nuevo artilugio de Amazon demostraría su gran utilidad para los amantes de la lectura, ofreciendo las prestaciones necesarias para cubrir los requerimientos de los usuarios.
En 2014 fue elegido como el peor jefe del mundo, según los sindicatos en el tercer congreso de la Confederación Internacional de Sindicatos en Berlín. La votación fue hecha a través de Internet. Sharan Burrow, secretaria de esta confederación, indicó que Jeff representa la inhumanidad de los patrones que están siendo promocionados por el manipulador modelo empresarial estadounidense.
En 2014 puso a la venta también el FirePhone, un nuevo smartphone con el que pretendía revolucionar el mercado de las compras en línea, a través del móvil. Consta de 2 GB de RAM y dos pantallas.
Jeff Bezos es el accionista mayoritario en el retailer Amazon.com, el periódico The Washington Post y la compañía aeroespacial Blue Origin.

## Reconocimiento
Fue nombrado Persona del año en la revista Time en 1999. En 2008, fue seleccionado por U.S. News & World Report como uno de los mejores líderes de América. Bezos fue galardonado como doctor honoris causa de Ciencias y Tecnología en la Universidad Carnegie Mellon en 2008.
En 2011, The Economist concedió a Jeff Bezos y a Gregg Zehr un premio de innovación por el Amazon Kindle.
En 2012, Bezos fue nombrado «empresario del año» por la revista Fortune. Además, es miembro de Bilderberg Group y asistió a la conferencia Bilderberg en 2011 en St. Moritz, Suiza, y a la conferencia de 2013 en Watford, Hertfordshire, Inglaterra. Fue un miembro del Comité Ejecutivo del Consejo Empresarial en 2011 y 2012.

### Riqueza
| Año  | Millones | Año  | Millones |
| ---- | -------- | ---- | -------- |
| 2000 | 8.050    | 2010 | 12.600   |
| 2001 | 2.000    | 2011 | 18.900   |
| 2002 | 1.500    | 2012 | 23.200   |
| 2003 | 2.500    | 2013 | 28.900   |
| 2004 | 5.100    | 2014 | 30.500   |
| 2005 | 4.800    | 2015 | 43.800   |
| 2006 | 4.300    | 2016 | 59.200   |
| 2007 | 8.700    | 2017 | 95.800   |
| 2008 | 8.200    | 2018 | 112.000  |
| 2009 | 10.800   | 2019 | 180.000  |

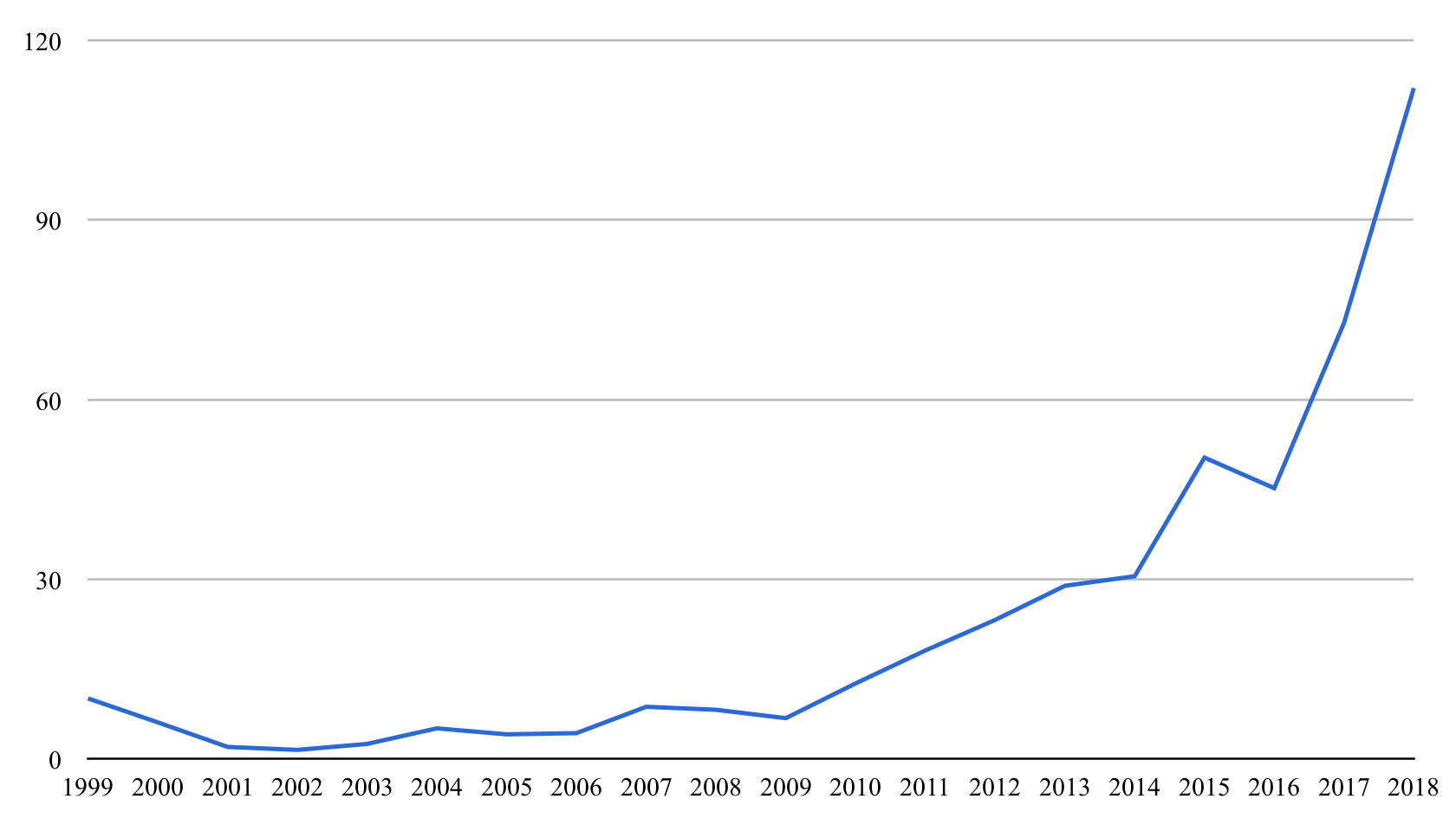
Gráfica que muestra el incremento de la riqueza de Jeff Bezos desde 1999.

De acuerdo con Forbes, Jeff Bezos fue listado en enero de 2018 como la persona más rica del mundo, con una estimada riqueza neta de 157 000 millones de dólares estadounidenses.
En 2014, fue clasificado como el mejor CEO del mundo por Harvard Business Review. En octubre de 2017, Bezos fue la persona más rica del mundo de acuerdo con Forbes, sobrepasando al cofundador de Microsoft Bill Gates.
Jeff Bezos también ha figurado en la lista de los 50 mejores líderes del mundo de Fortune durante tres años consecutivos, liderando la lista en 2015. En septiembre de 2016, Bezos fue galardonado con el Premio Heinlein por avances en la Comercialización del Espacio obteniendo 250 000 USD. Bezos donó el dinero del premio a la organización internacional estudiantil Students for the Exploration and Development of Space.
En 2023, Bezos era propietario del yate Abeona.